# 女医 (律令制)
女医（にょい）とは、律令制下で、中務省内薬司に属する女性の医師である。

## 概要
主として、産科・外科・針灸などを担当した。 現代でいうところの助産婦・看護師に近いものがある。
医疾令16条逸文「女医条」によると、官戸の女子や婢から15歳以上25歳以下の、「性識慧了の者」（知性に秀でたもの）30人を取り、内薬司の側に別院を造って住まわせ、産科を始め、創腫、傷折、針灸の法を、経文に依拠して、諸博士が口述で教育し、毎月医博士が、年度末に内薬司が試験して、7年期限で修了させることになっていた。